# 아이언 싱글턴
아이러니 싱글턴(IronE Singleton, 1975년 6월 2일 ~ )은 미국의 배우이다.

## 출연 작품

### 영화
- 저스티스 (2011)

### 텔레비전
- 워킹 데드 (2010-12, 2018, 2022)